# Coulomby
Coulomby ist eine französische Gemeinde mit 771 Einwohnern (Stand: 1. Januar 2022) im Département Pas-de-Calais in der Region Hauts-de-France. Sie gehört zum Arrondissement Saint-Omer und zum Kanton Lumbres. 

## Geographie
Die Gemeinde Coulomby liegt im Regionalen Naturpark Caps et Marais d’Opale, etwa 17 Kilometer westsüdwestlich von Saint-Omer und 30 Kilometer westlich von Boulogne-sur-Mer. Nachbargemeinden von Coulomby sind Alquines im Norden, Bouvelinghem im Nordosten, Seninghem im Osten und Süden sowie Quesques im Westen. Durch die Gemeinde führt die hier autobahnartig ausgebaute Route nationale 42.

## Bevölkerungsentwicklung
| Jahr                       | 1962 | 1968 | 1975 | 1982 | 1990 | 1999 | 2006 | 2013 | 2022 |
| -------------------------- | ---- | ---- | ---- | ---- | ---- | ---- | ---- | ---- | ---- |
| Einwohner                  | 456  | 425  | 393  | 397  | 435  | 404  | 581  | 713  | 771  |
| Quellen: Cassini und INSEE |      |      |      |      |      |      |      |      |      |

## Sehenswürdigkeiten
- Kirche Saint-Martin aus dem 16. Jahrhundert
- Reste der Burg aus dem 13. Jahrhundert

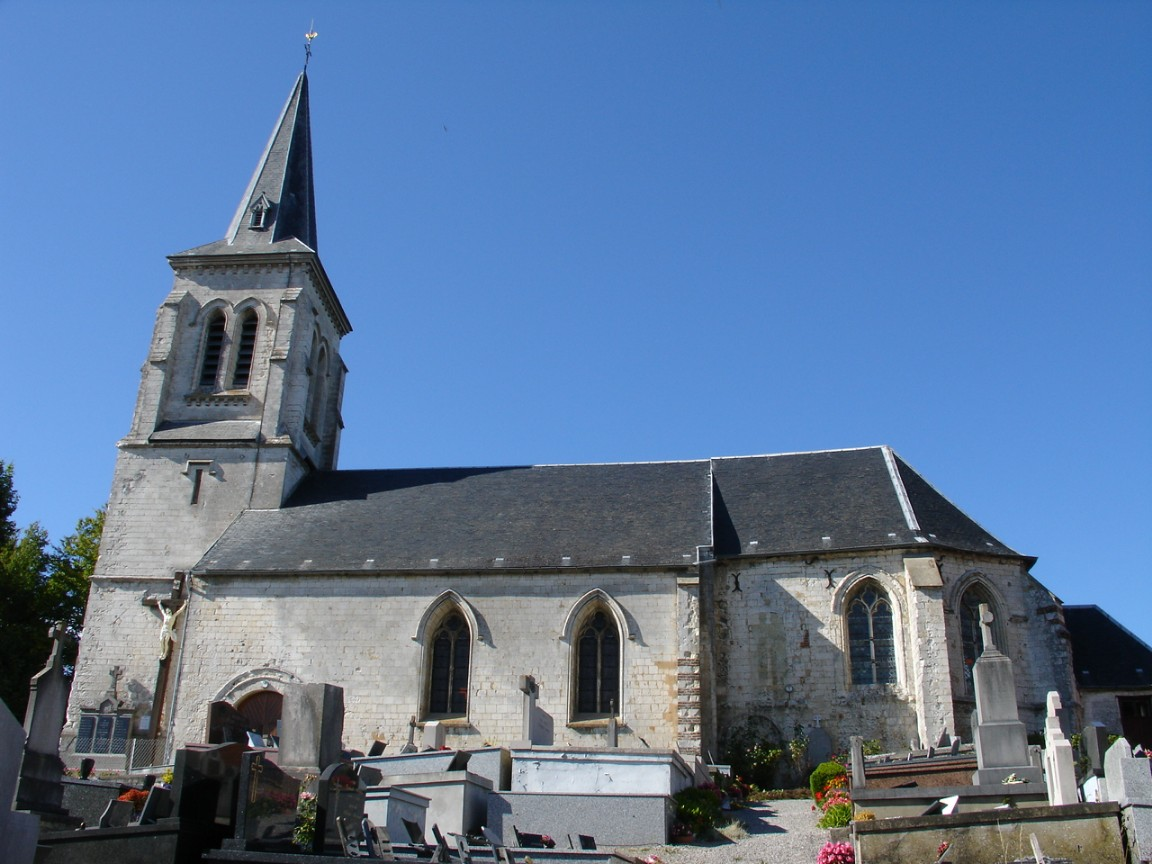
Kirche Saint-Martin

## Tour de France
Im Jahr 2022 führte die 4. Etappe der 109. Austragung der Tour de France durch Coulomby. Auf der Route du Caraquet (D191) wurde mit der Côte de Harlettes (199 m) eine Bergwertung der 4. Kategorie abgenommen. Sieger der Bergwertung war der Däne Magnus Cort Nielsen.